# كريستوف كوسيدووسكي
كريستوف كازيميرز كوسيدووسكي (بالبولندية: Krzysztof Kosedowski) مواليد 12 ديسمبر 1960 في بولندا، هو ملاكم بولندي سابق. سبق أن شارك في الأولمبياد وحقق الميدالية البرونزية في الألعاب الأولمبية الصيفية 1980.

## الميداليات
| الميدالية | المسابقة                       |
| --------- | ------------------------------ |
| برونزية   | الألعاب الأولمبية الصيفية 1980 |

## روابط خارجية
- كريستوف كوسيدووسكي على موقع أوليمبيديا (الإنجليزية)
- كريستوف كوسيدووسكي على موقع اللجنة الأولمبية البولندية (مؤرشف) (البولندية)